# Melanagromyza lindneri
Melanagromyza lindneri är en tvåvingeart som beskrevs av Spencer 1961. Melanagromyza lindneri ingår i släktet Melanagromyza och familjen minerarflugor. Inga underarter finns listade i Catalogue of Life.